# Andes
A cordilheira dos Andes (em quíchua: Anti(s)) é uma vasta cadeia montanhosa formada por um sistema contínuo de montanhas ao longo da costa ocidental da América do Sul, tendo a sua formação geológica datada no período Terciário. A cordilheira possui aproximadamente oito mil quilômetros de extensão. É a maior cadeia de montanhas do mundo (em comprimento), e em seus trechos mais largos chega a 160 km do extremo leste ao oeste. Sua altitude média gira em torno de 4 000 m e seu ponto culminante é o monte Aconcágua, com 6 962 m de altitude.
A cordilheira dos Andes se estende desde a Patagônia até a costa do mar do Caribe, atravessando todo o continente sul-americano de sul a norte, caracterizando a paisagem montanhosa do Argentina, Chile, Bolívia, Peru, Equador, Colômbia e oeste da Venezuela também conhecidos como América Andina. A cordilheira surgiu em resultado de um choque ocorrido entre duas placas tectônicas: há milhões de anos, a placa de Nazca moveu-se em direção à placa sul-americana, dando origem às elevadas montanhas que hoje formam a cordilheira dos Andes.
Nos territórios da Colômbia e da Venezuela a cordilheira se ramifica e se prolonga até quase alcançar o mar do Caribe. Em sua parte meridional, serve como uma longa fronteira natural entre Chile e Argentina. Na zona central, os Andes se alargam dando lugar a um planalto elevado conhecido como Altiplano, partilhado pelo Peru, Bolívia e Chile. A cordilheira volta a estreitar-se no norte do Peru e se alarga novamente na Colômbia para estreitar-se e dividir-se ao entrar na Venezuela.
Com o passar dos anos alguns acidentes aéreos aconteceram na região nos Andes, mas o mais famoso foi o ocorrido com o Vôo Força Aérea Uruguaia 571, mais conhecido como Tragédia dos Andes ou Milagre dos Andes (em castelhano: El Milagro de los Andes). Seus sobreviventes tiveram que ficar 72 dias na neve, sendo obrigados a se alimentar com os restos mortais dos passageiros que haviam morrido, restando, no fim, 16 sobreviventes.

## Geografia

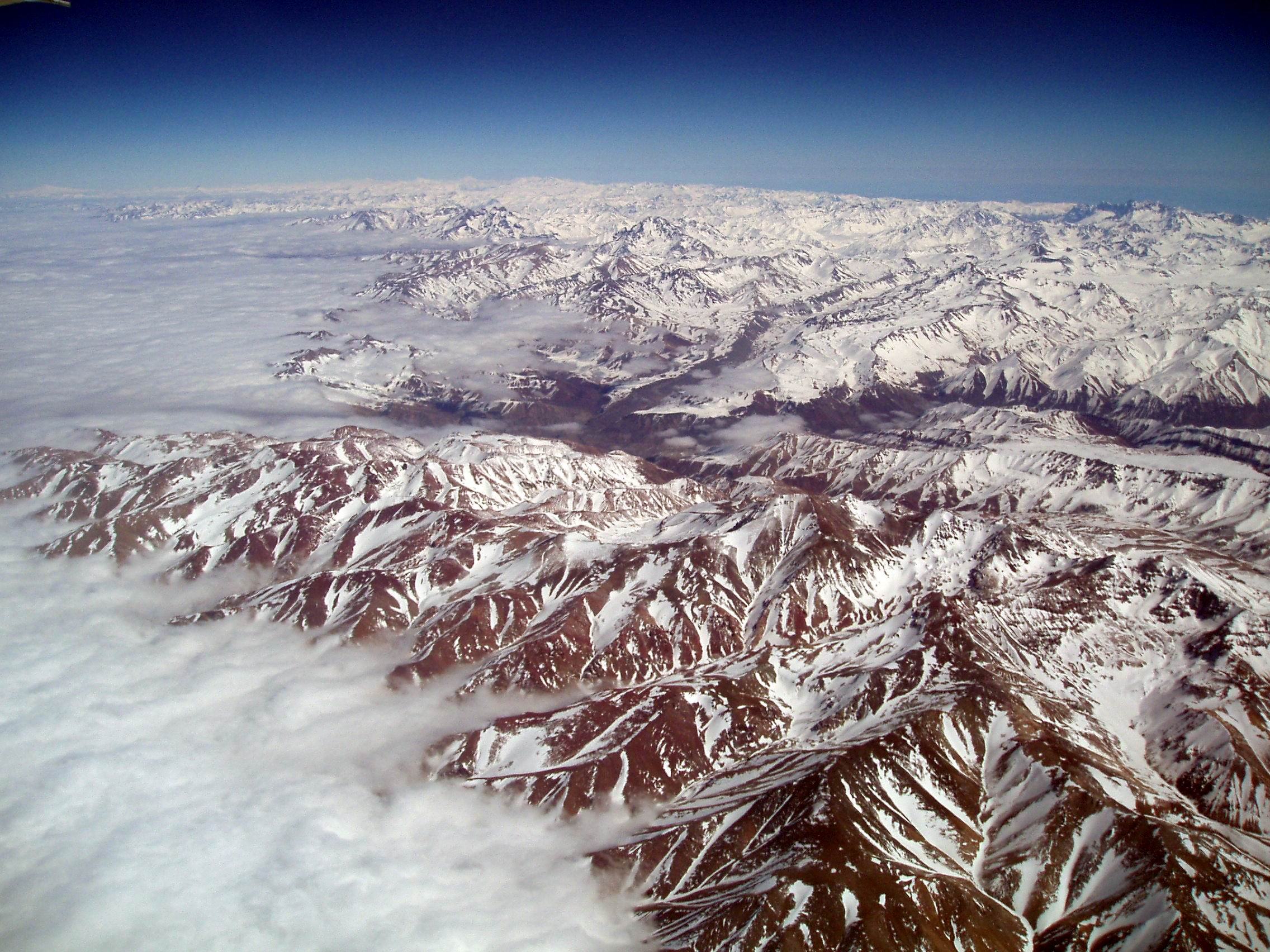
Vista aérea da cordilheira

### Formação
A cordilheira dos Andes surgiu em resultado de um choque ocorrido entre duas placas tectônicas. Há milhões de anos, a placa de Nazca moveu-se em direção à placa sul-americana e, por ser mais densa, penetrou por baixo, causando a elevação do terreno sobre essa zona de choque, dando origem às elevadas montanhas que hoje formam a cordilheira dos Andes.
Durante anos os pesquisadores acreditaram que o surgimento da cordilheira dos Andes teria ocorrido de forma lenta e gradual. Entretanto, pesquisas recentes realizadas por geólogos norte-americanos reformularam esta teoria, indicando que a cadeia montanhosa que forma a Cordilheira dos Andes surgiu abruptamente.

### Clima
Devido à extensão no sentido dos meridianos, os Andes incluem distintas zonas climáticas. O clima (semiárido) da zona tem variação constante, assim como a sua vegetação. O clima frio é predominante, com nevascas em altitude sendo muito comuns.

## Zonas

### Andes Setentrionais

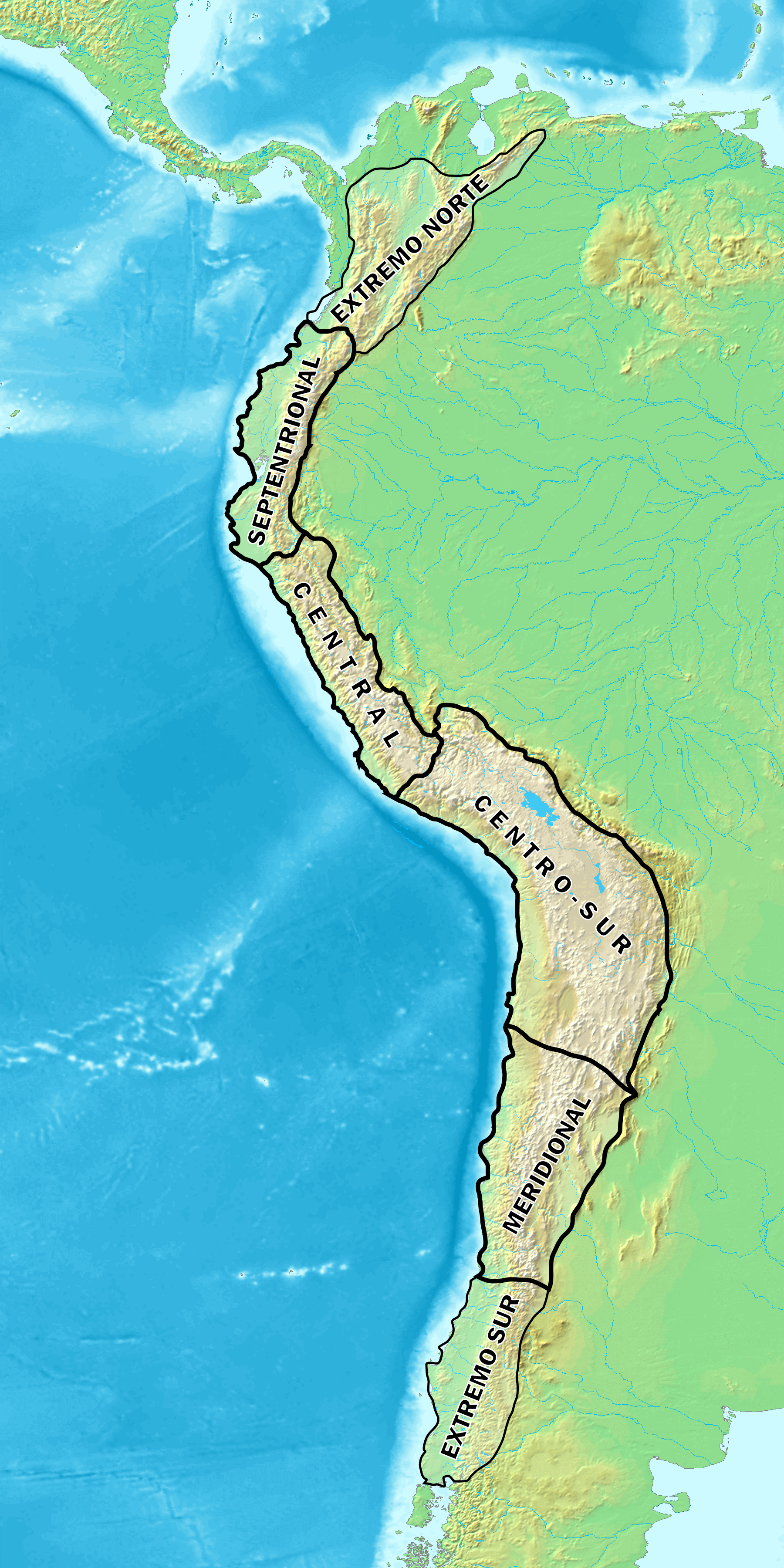
Áreas culturais da cordilheira dos Andes

Ao Norte do Equador, na fronteira com a Colômbia, os Andes constituem uma só cordilheira com picos vulcânicos de até 5 000 m de altitude, mas para o norte se divide rapidamente em duas cordilheiras chamadas respectivamente Cordilheira Ocidental (Colômbia) e Cordilheira Central (Colômbia), no local conhecido como Nudo das Pasto (Colômbia) e um pouco mais ao norte a Cordilheira Central (Colômbia) se desprende a Cordilheira Oriental (Colômbia).
A Cordilheira Central (Colômbia) está separada da Cordilheira Ocidental (Colômbia), uma distância média de 400 m, por uma falha geológica ocupada pelo rio Patía ao sul e pelo rio Cauca ao norte. A Cordilheira Oriental (Colômbia) gradualmente se separa para o leste no local conhecido como Maciço colombiano, criando a bacia do rio mais importante da Colômbia, o Rio Magdalena. Esta cordilheira se estende para o norte e penetra o território venezuelano de onde adquire o nome de Cordilheira de Mérida, cuja continuações naturais dão passo a formação Lara-Falcón e tem uma distante relação com a Cordilheira Central e a Cordilheira Oriental.
O braço ocidental, chamado Serranía del Perijá, se desprende desta para o norte formando a fronteira natural entre Colômbia e Venezuela, e gradualmente vai perdendo altitude, alcançando o Caribe em Punta Gallinas na Península de La Guajira, no extremo norte da Colômbia. Em el Perijá se aproxima a Sierra Nevada de Santa Marta formando um vale rodeado pelo rio Cesar. A Sierra Nevada de Santa Marta é a estrutura montanhosa mais alta da Colômbia: 5 775 m.
As três Cordilheiras possuem picos, principalmente, de formação vulcânica de mais de 4 km. A cordilheira Central e a Oriental têm picos de mais de 5 km cobertos de neve permanentemente. Muitos destes vulcões são ativos e já causaram destruição e mortes no passado devido às explosões de gás e cinza, como também às avalanches de gelo e lodo. O ocidente do país está sujeito a uma maior atividade telúrica, o que demonstra a instabilidade de sua natureza geológica. Ao noroeste da cordilheira Ocidental aparece um sistema montanhoso chamado Serranía del Baudó, que continua pelo Darién girando ao oeste para o Panamá.
As cidades mais importantes dos Andes Setentrionais são:
- Bogotá, capital da Colômbia;
- Quito, capital do Equador;
- San Cristóbal, na Venezuela.

### Andes Centrais

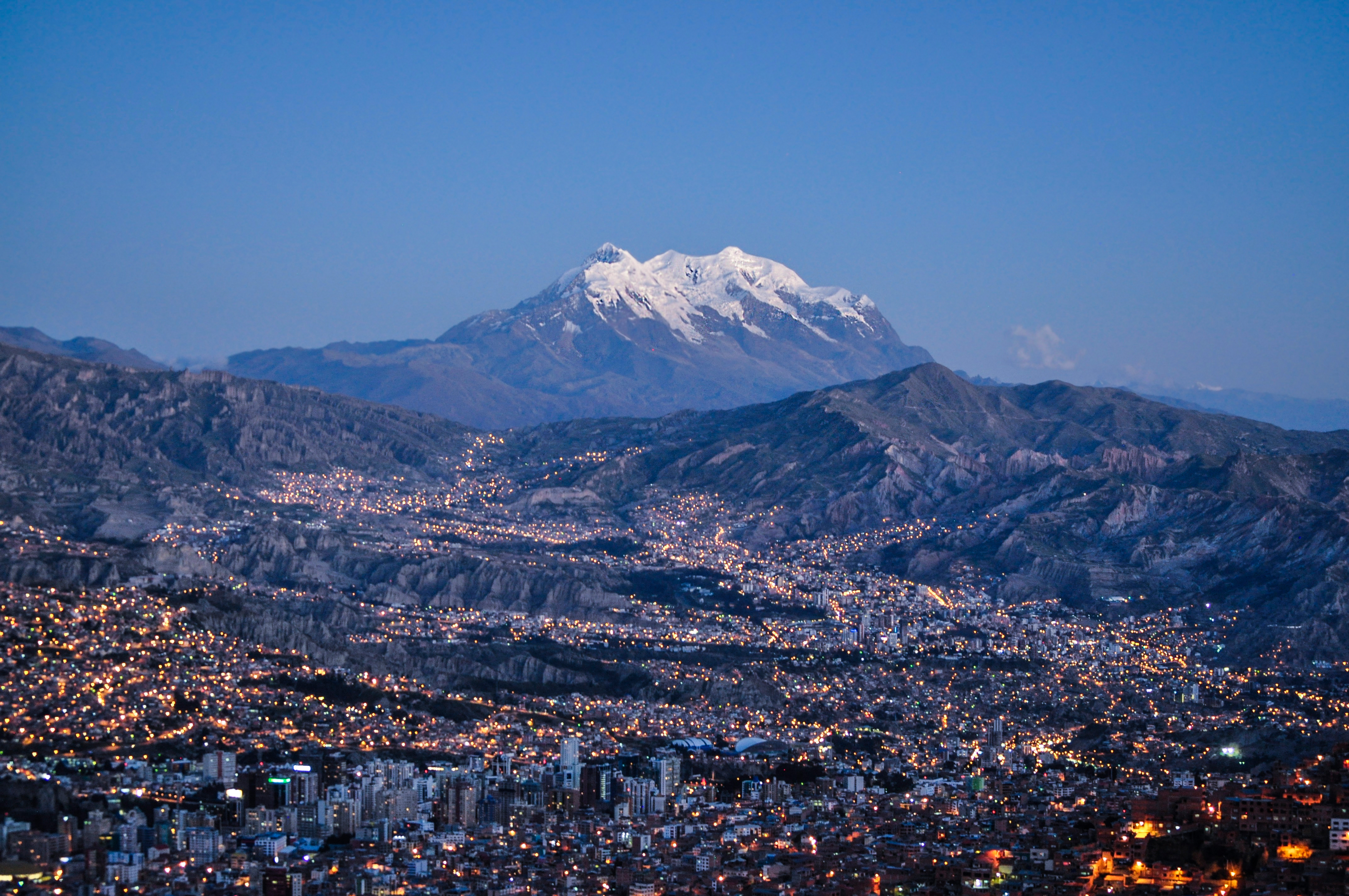
Vista da Cordilheira dos Andes em La Paz, na Bolívia

Os Andes Centrais se estendem desde o Nudo de Pasco até o Macizo de las Tres Cruces. A disposição dos cabos montanhosos é de dois cabos separados por um Altiplano. A altura máxima nesta região é o Nevado Sajama (6 542 m) e o Pissis (6 882 m). Se originam dois lagos endorreicos, o Titicaca e o Poopó, interligados pelo rio Desaguadero. Os planaltos interiores são os pampas bolivianos, com clima árido quente, e o bioma predominante é desértico. A população se concentra mais no Altiplano e nas costas.

## Potencial econômico

### Turismo

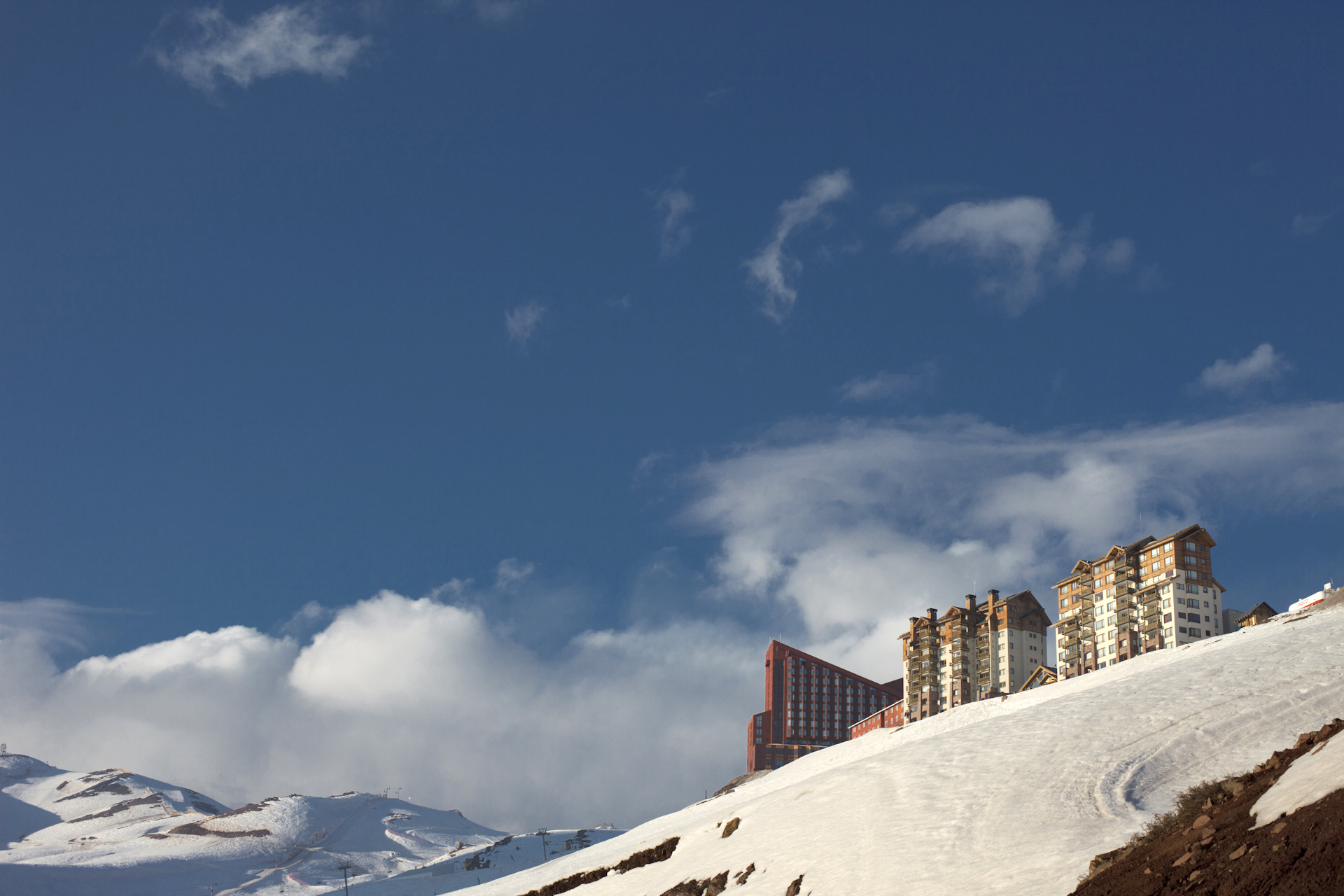
Hotel e estação de esqui no Valle Nevado, em Santiago do Chile

A grande beleza cênica de suas montanhas faz com que a Cordilheira dos Andes apresente um grande potencial turístico, que ainda é sub-explorado na maior parte dos países por onde se estendem suas montanhas.
A menos de uma hora de automóvel de Santiago, no Chile estão localizadas várias e famosas estações de esqui, como Valle Nevado, El Colorado, Farellones e La Parva.
A região de Mendoza, na Argentina é o destino escolhido por muitas pessoas que procuram por neve. Um dos marcos da viagem é atravessar uma estrada que cruza por regiões semidesérticas, até chegar ao Parque Nacional do Aconcágua, que fica no lado argentino da Cordilheira dos Andes, e visualizar o monte Aconcágua. Ao longo de todo o ano o visitante pode visualizar as neves eternas no topo das montanhas. Durante as nevascas mais intensas do inverno, alguns pontos da estrada ficam intransitáveis.
O monte Aconcágua - Sentinela de Pedra - tem 6 962 metros de altitude, e é simultaneamente o ponto mais alto das Américas, de todo o Hemisfério Sul e o mais alto fora da Ásia. Fica localizado nos Andes argentinos, a cerca de 112 km da cidade de Mendoza. Por ser a montanha mais alta das Américas desafia todos os anos montanhistas de todo mundo a escalá-la. Existem alguns locais para acampamentos para quem deseja realizar a subida da montanha: Confluência a 3 368 m de altitude, Plaza de Mulas 4 370 m – que é o acampamento base –, Nido de Condores a 5 560 m e Berlim a 5 926 m. Bariloche, na Argentina, cujo nome oficial é San Carlos de Bariloche, é uma cidade turística da Argentina, localizada na Província de Río Negro, junto à cordilheira dos Andes na fronteira com o Chile. Está rodeada por lagos (Nahuel Huapi, Gutiérrez, Mascardi) e montanhas, como o Cerro Tronador (3 354 m de altitude, na fronteira com o Chile), o Cerro Catedral (movimentada estação de esqui) e o Cerro López. Possui cerca de 130 mil habitantes.

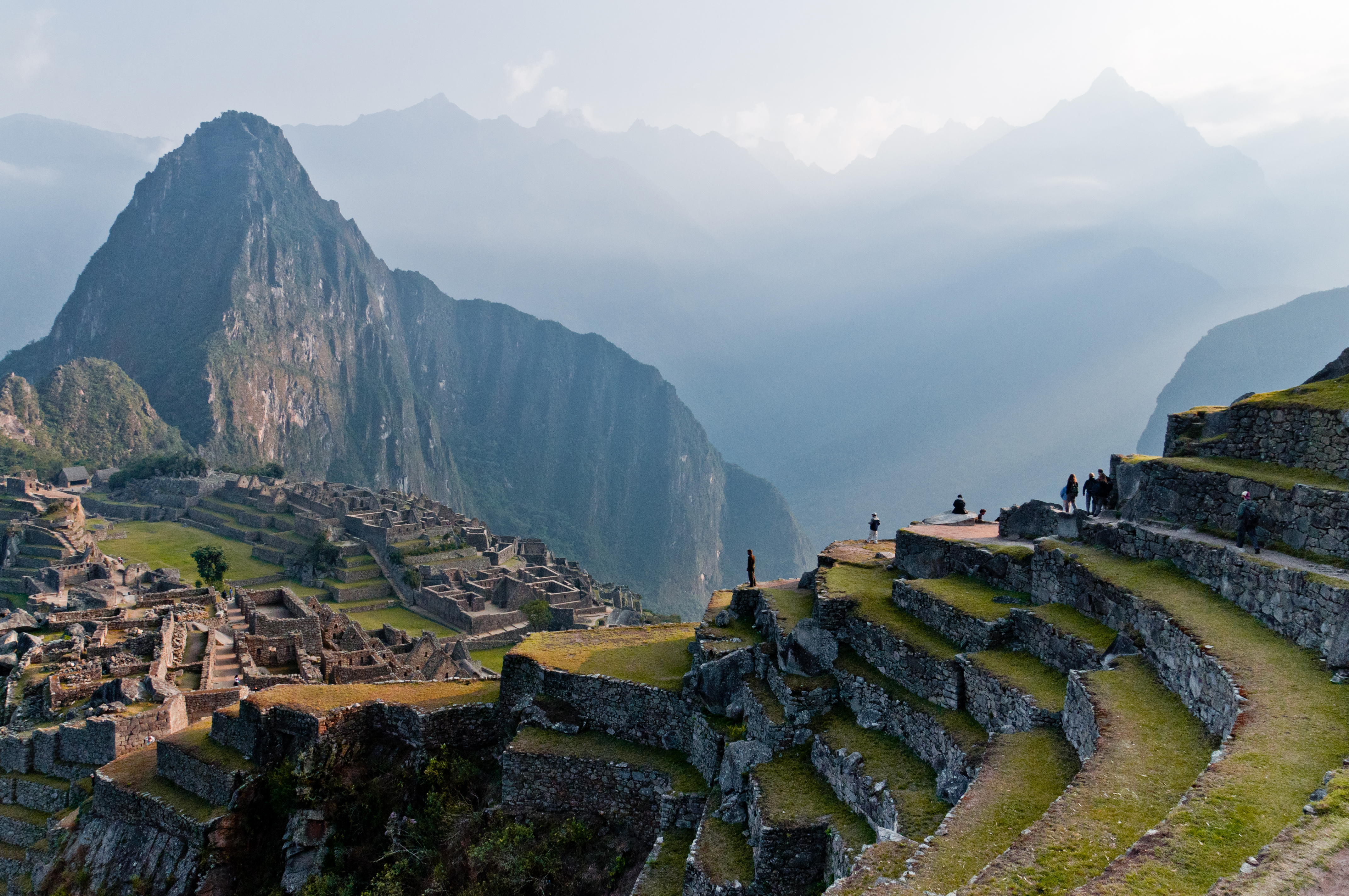
Ruínas da antiga cidade inca de Machu Picchu, no Peru

O deserto do Atacama é bastante procurado pela sua paisagem única, uma vez que se trata do local mais seco de todo o Planeta.
No Peru merece destaque a região de Machu Picchu, a cidade perdida dos Incas. Localizada a 2 400 metros de altitude, Machu Picchu está situada no alto de uma montanha, cercada por outras montanhas e circundada pelo rio Urubamba, o que lhe proporciona uma atmosfera única e extrema beleza paisagística.
Já no extremo sul da cordilheira, setor onde os Andes cruzam a Patagônia, encontram se áreas com abundante presença de geleiras, picos nevados, tundras, lagos glaciais e fiordes. Como exemplos de áreas de interesse turístico nesta porção da cordilheira, é possível destacar Torres del Paine, no Chile, El Calafate e Ushuaia na Argentina, locais onde o cenário natural atraem milhares de turistas anualmente.
Também merecem destaque os diversos vulcões ativos e gêiseres existentes nessa cadeia montanhosa. Embora muitos sejam carentes de infraestrutura, atraem milhares de turistas anualmente.
Outros pontos comumente procurados por turistas são os lagos de água salgada existentes nos arredores de áreas dotadas de atividades vulcânicas. Situados nas proximidades de formações geológicas conhecidas como salares, esses lagos possuem água ricas em minerais potencialmente benéficos à saúde, o que faz com que as pessoas utilizem suas águas para banhos medicinais. Dentre essas formações, merece destaque o Salar de Uyuni, na Bolívia.

## Picos

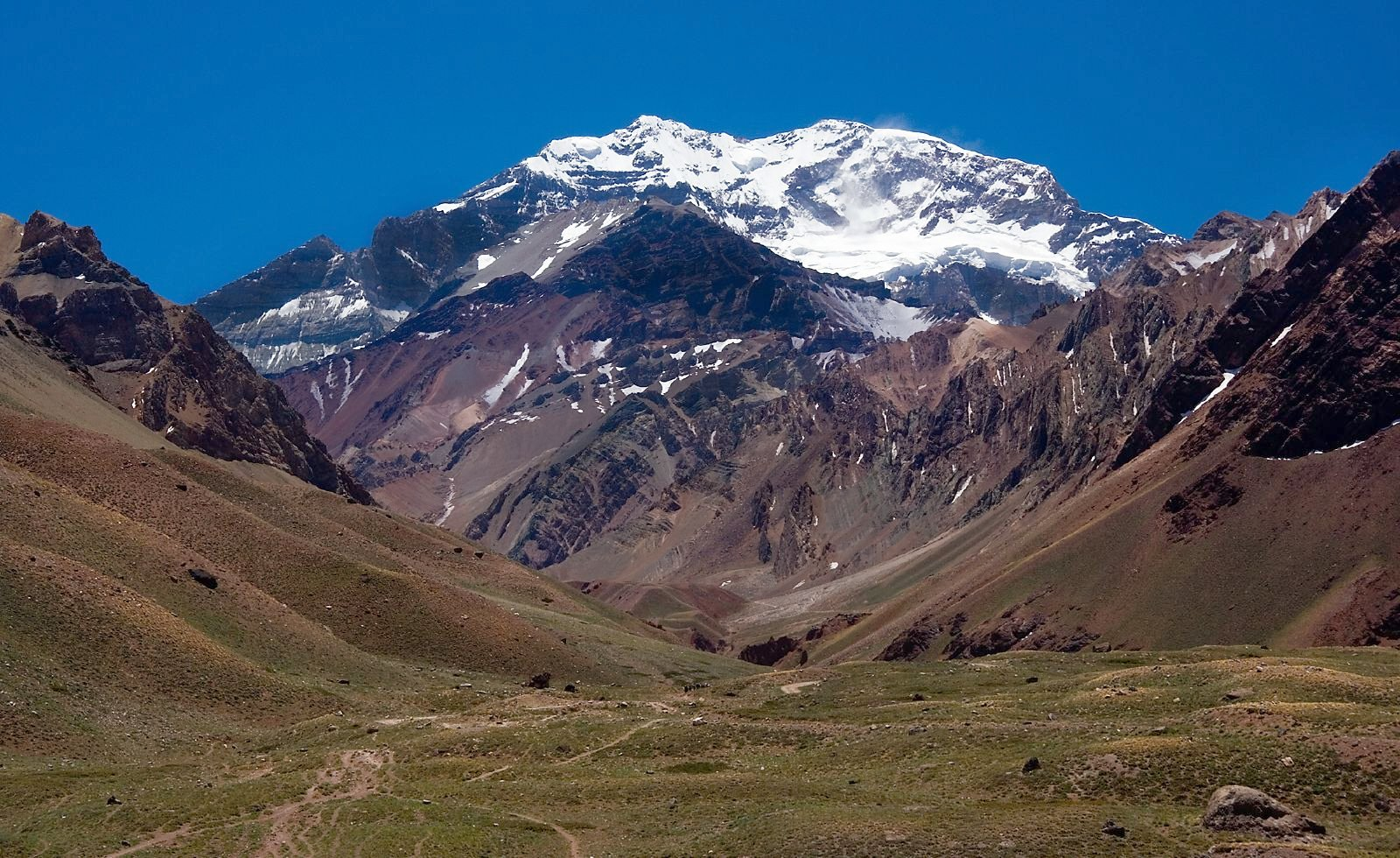
Monte Aconcágua, na região andina meridional, a maior montanha do continente americano, com quase sete mil metros de altura

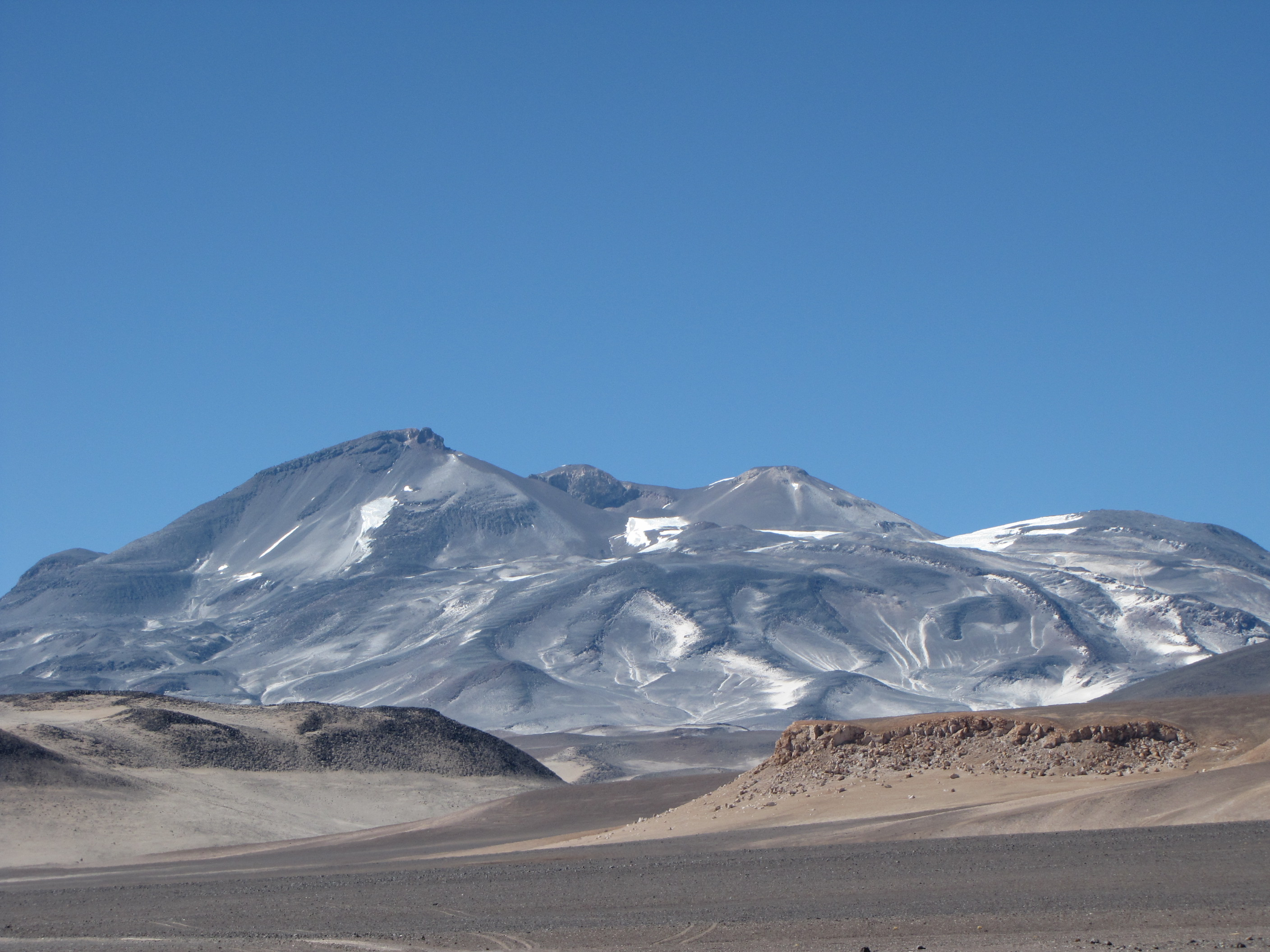
Panorama do estratovulcão Ojos del Salado, o ponto mais alto do país (6893 metros de altitude)

O norte do Chile e da Argentina compartilham os picos mais altos dos Andes, seguidos pela Cordilheira Branca, localizada no Peru, a Cordilheira Real da Bolívia e os Andes Equatorianos.
Seu maior cume é o Aconcágua (na Argentina): com 6 962 m de altitude, é o ponto mais alto do continente americano. No sul do Peru, próximo de Cuzco, encontra-se o Nudo de Vilcanota, que alcança seu ponto mais elevado no monte Ausangate (6 380 m).
Nesta cordilheira está localizado a geleira de Quelccaya, um dos dois únicos glaciares planos na zona tropical do planeta. Esta singularidade há permitido estudar em seus gelos as mudanças climáticas ocorridas no trópico desde a última era glacial.

### Picos mais altos
Os picos mais altos são (altitudes em metros)ː
1. Aconcágua - (6 962 m)
2. / Ojos del Salado - (6 891 m)
3. Monte Pissis - (6 793 m)
4. Mercedario (6 770 m)
5. Huascarán - (6 768 m)
6. Bonete Chico - (6 759 m)
7. / Llullaillaco - (6 739 m)
8. Yerupaja - (6 635 m)
9. / Tupungato - (6 570 m)
10. Nevado Sajama - (6 520 m)
11. Illimani - (6 438 m)
12. Illampu - (6 421 m)
13. Ausangate - (6 380 m)
14. / Vulcão Parinacota - (6 362 m)
15. Chimborazo - (6 310 m)
16. Salcantay - (6 271 m)
17. Cerro Plata - (6 000 m)
18. / Licancabur - (5 920 m)
19. Cotopaxi - (5 897 m)
20. Nevado del Huila - (5 700 m)
21. Cerro Vallecitos - (5 500 m)
22. Nevado del Ruiz - (5 389 m)
23. Tungurahua - (5 016 m)
24. Pico Bolívar - (4 980 m)

| Altitude | Nome              | Cordilheira                     | Localização                            | País              |
| -------- | ----------------- | ------------------------------- | -------------------------------------- | ----------------- |
| 6960     | Cerro Aconcagua   | Cordilheira Frontal             | Mendoza (província)                    | Argentina         |
| 6891     | Ojos del Salado   | Puna de Atacama                 | Catamarca (província) Atacama (região) | Argentina · Chile |
| 6768     | Nevado Huascarán  | Cordillera Blanca               | Região do Ânchache                     | Peru              |
| 6540     | Nevado Sajama     | Cordilheira Ocidental (Bolívia) | Departamento de Oruro                  | Bolívia           |
| 6285     | Vulcão Chimborazo | Cordilheira Ocidental           | Chimboraço (província)                 | Equador           |
| 5410     | Ritacuba Blanco   | Cordilheira Oriental            | Boyacá                                 | Colômbia          |
| 4980     | Pico Bolívar      | Cordilheira de Mérida           | Estado Mérida                          | Venezuela         |